# حقوق المرأة في أفغانستان

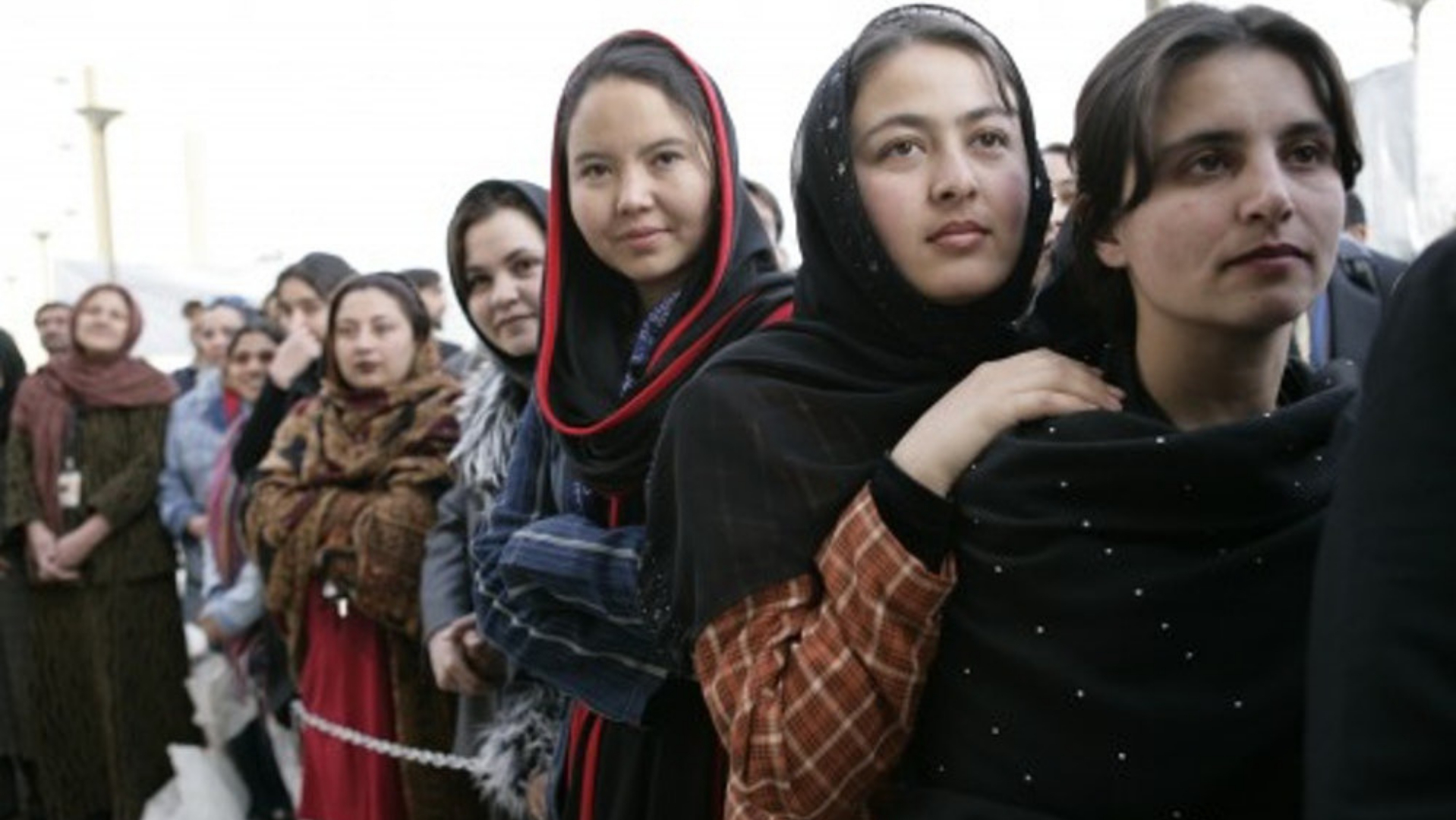
النساء في أفغانستان في عام 2006

حقوق المرأة في أفغانستان تحسنت تدريجيا في العقد الأخير تحت إدارة كرزاي. من خلال الحكام مختلفة مثل المجاهدين وطالبان في الجزء الأخير من القرن العشرين، وكانت النساء كافحن للحصول على الحريات وإصلاح المجتمع الذي يهيمن عليه الذكور أولا وأخيرا. لا يزال العنف ضد المرأة في أفغانستان مرتفعا، ولكن لاحظ المراقبون الدوليون وجود تحسن نسبي واصفين تطور البلاد ببطء في هذا الشأن، على الرغم عن ما أعربت عنه الجماعات الحقوقية من تجدد مخاوفها في عام 2014.

## نظرة عامة

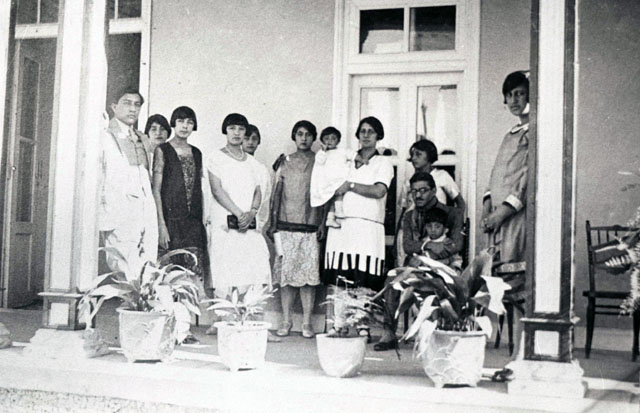
مرأة أفغانية في عقد 1920.

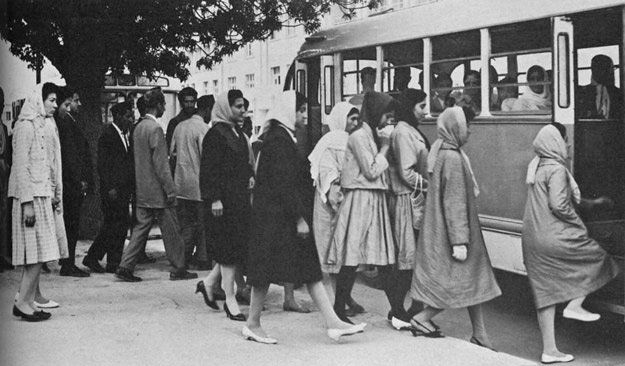
المرأة الأفغانية في كابول خلال عقد 1950

الأفغان يعيشون في أفغانستان منذ آلاف السنين. من كل مجموعة من المجموعات العرقية، والبشتون هم أكبر تليها الطاجيك والهزارة والأوزبك وغيرهم. من القرن ال19 وحتى القرن العشرين حكام أفغانستان حاول باستمرار لتخفيف القيود المفروضة على المرأة في البلاد. بالنسبة للجزء الأكبر، وكانت هذه محاولات فاشلة؛ ومع ذلك، كان هناك عدد قليل من القادة الذين كانوا قادرين على إجراء بعض التغييرات الهامة للفترة الزمنية. وكان من بينهم الملك أمان الله، الذي حكم 1919-1929 وقدم بعض التغييرات أكثر جديرة بالملاحظة في محاولة لتوحيد فضلا عن تحديث البلاد.
الملك أمان الله، جنبا إلى جنب مع الحكام الآخرين التالية له، عززت حرية للمرأة في الحياة العامة من أجل التقليل من سيطرة أن الأسر الأبوية كان على المرأة. وشدد الملك أمان الله أهمية للفتيات والنساء في الحصول على التعليم. جنبا إلى جنب مع تشجيع الأسر على إرسال بناتهن إلى المدرسة، وروج لإزاحة الستار عن النساء وأقنعهم تبني أسلوب أكثر الغربي من اللباس. في عام 1921، انشأ القانون الذي ألغى الزواج القسري وزواج الأطفال وثمن العروس، ووضع قيود على تعدد الزوجات، وهي ممارسة شائعة بين الأسر في أفغانستان. لكن مع مرور الوقت أصبحت هذه القيود من المستحيل تقريبا لإنفاذها.
بدأ الإصلاح الاجتماعي الحديث للمرأة الأفغانية عندما قامت الملكة ثريا الإصلاحات السريعة لتحسين حياة النساء وموقعهم في الأسرة. وكانت المرأة الوحيدة التي تظهر على لائحة الحكام في أفغانستان، وكان الفضل في أنها كانت واحدة من الناشطات الأفغاني والإسلامي الأول والأقوى. أدت لها الدعوة للإصلاحات الاجتماعية للمرأة للاحتجاج وساهمت في زوال النهائي من حكم الملك أمان الله.
طوال القرن 20th، واصلت أفغانستان أن تستمر بلد تهيمن عليه القبائل والرجال أن يكون نهاية المطاف السيطرة على النساء. في عام 1973 تم الإعلان عن الدولة الجمهورية وجميع أنحاء 1970s و1980s مجموعة الشيوعية دعا تولى حزب الشعب الديمقراطي لأفغانستان (حزب الشعب الديمقراطي الأفغاني) مرارا وحاولت إصلاح مرة أخرى قوانين الزواج وقوانين صحة المرأة، وتشجيع تعليم المرأة. خلال هذا الوقت الذي قطعت خطوات كبيرة نحو modernization.Minorities كانت المرأة قادرة على الاستمرار وظائف كعلماء والمعلمين والأطباء وموظفي الخدمة المدنية، وكان قدرا كبيرا من الحرية مع الفرص التعليمية الهامة. غالبية النساء، ومع ذلك، عاش في فقر واستبعدت من هذه الفرص. في عام 1977، تأسست الجمعية الثورية لنساء أفغانستان (RAWA) بواسطة مينا كيشوار كمال في كابول ولكن تم نقل مكتبها إلى كويتا في باكستان حيث اغتيل في عام 1987. RAWA لا تزال تعمل في المنطقة من باكستان وأفغانستان المجاورة.

## عهد المجاهدين وطالبان
في عام 1992، أنشأ اتفاق السلام واقتسام السلطة بيشاور الوفاق عصر ما بعد الشيوعية دولة أفغانستان الإسلامية. تم التوقيع عليه في 24 نيسان 1992 من قبل عدد من الأحزاب المقاومة الرئيسي الأفغانية ضد السوفيات باستثناء الحزب الإسلامي على قلب الدين حكمتيار. أنشأ اتفاق حكومة مؤقتة لفترة انتقالية تعقبها انتخابات عامة. واستمرت الحرب في أفغانستان إلى مرحلة جديدة عندما بدأ قلب الدين حكمتيار حملة القصف ضد الدولة الإسلامية والعاصمة كابول. وتفيد التقارير أنه في عام 1970 كان حكمتيار القيت مادة حمضية على وجوه النساء وأطلقوا النار عليهم في جامعة كابول.
وكانت القيود المفروضة عندما تأسست الدولة الإسلامية «حظر الكحول وإنفاذ الحجاب في بعض الأحيان محض رمزي للمرأة».Women، ومع ذلك، بقي في مكان العمل وتأيدت أحكام الليبرالية من الدستور 1964 إلى حد كبير. بدأت النساء إلى أن تكون أكثر تشددا بعد أن تم دمج حكمتيار في الدولة الإسلامية منصب رئيس الوزراء الأفغاني في عام 1996. وطالب للنساء الذين ظهروا على شاشة التلفزيون أن يكون أطلق النار. خلال الحرب الأهلية العنيفة لمدة أربع سنوات قد اختطفوا عددا من النساء وبعضهم للاغتصاب. من قبل مرة واحدة من الفصائل أصبح منتصرا رحب كثير من الناس هذه القوة الرائدة الجديدة المعروفة باسم طالبان.

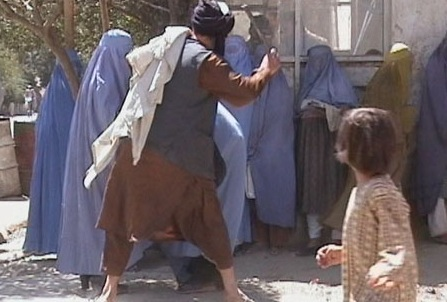
طالبان مجموعة أخرى من الشرطة الدينية تضرب امرأة في كابول تم تصويره من قبل RAWA في 26 أغسطس 2001.

مثل زعيمهم الروحي الملا عمر، كان مشرفي طالبان القرويين الفقراء المتعلمين بشكل كامل تقريبا في المدارس الدينية في باكستان المجاورة. مباشرة بعد قدومهم إلى السلطة، أعلنت حركة طالبان أن المرأة ممنوعة من الذهاب إلى العمل وأنها لا يمكن عليهم مغادرة منازلهم ما لم يكن مصحوبا أحد أفراد الأسرة من الذكور. وإذا أرادوا الخروج كان مطلوبا منها ارتداء البرقع الذي يغطي الجميع. في ظل هذه القيود، وحرمان المرأة من التعليم الرسمي. كانت قادرة على ترك أسرهم في كل لأنهم لا يستطيعون تحمل البرقع أو أنها لم يعد لديه أي أقارب من الذكور بعض النساء. وعادة ما تجبر النساء على البقاء في المنزل وطلاء واجهاتها بحيث لا يمكن لأحد أن يرى داخل أو خارج. خلال حكم طالبان لمدة خمس سنوات، كانت النساء في أفغانستان وضعت أساسا تحت الإقامة الجبرية. واضطر بعض النساء اللواتي يعقد مرة مناصب محترمة ليهيمون على وجوههم في شوارع البرقع على بيع كل ما يملكه أو التسول من أجل البقاء على قيد الحياة. رفضت الأمم المتحدة للاعتراف بحكومة طالبان، مع الولايات المتحدة فرض عقوبات ثقيلة عليهم، مماثلة لتلك المفروضة على كوريا الشمالية. وأدى ذلك إلى المشقة الشديدة على جميع مواطني أفغانستان.
لأن معظم المعلمين كانت النساء قبل نظام طالبان، خلقت قيودا جديدة على عمل المرأة نقص هائل من المعلمين، والتي وضعت ضغطا هائلا على تعليم البنين والبنات. على الرغم من أن منعت النساء من معظم الوظائف، بما في ذلك التدريس، وسمح لبعض النساء في المجال الطبي لمواصلة العمل. وذلك لأن طالبان المطلوبة التي يمكن للمرأة أن يعامل إلا من قبل الطبيبات. وعلاوة على ذلك، لأسباب عدة، كان من الصعب على المرأة أن تسعى إلى الرعاية الطبية. وقد عبس ذلك للغاية على النساء لفي حاجة للذهاب إلى المستشفى، وأولئك الذين لم محاولة للذهاب إلى المستشفى عادة ما تعرضوا للضرب. حتى عندما كانت المرأة قادرة على جعله إلى مستشفى لم يكن لديها ضمان أنها سوف ينظر إليها من قبل الطبيب.
ركض العديد من قادة طالبان والقاعدة شبكة للاتجار بالبشر وخطف النساء وبيعها على ممارسة البغاء القسري والاسترقاق في أفغانستان ومجلة باكستان.وقت كتب ما يلي: «إن طالبان كثيرا ما يقال أن القيود القاسية التي وضعت على النساء كانت في الواقع وسيلة من يبجل وحماية الجنس الآخر. إن سلوك طالبان خلال السنوات الست التي توسعت جعل حكمهم في أفغانستان تسخر من هذا الادعاء».

## في القرن الحادي والعشرين

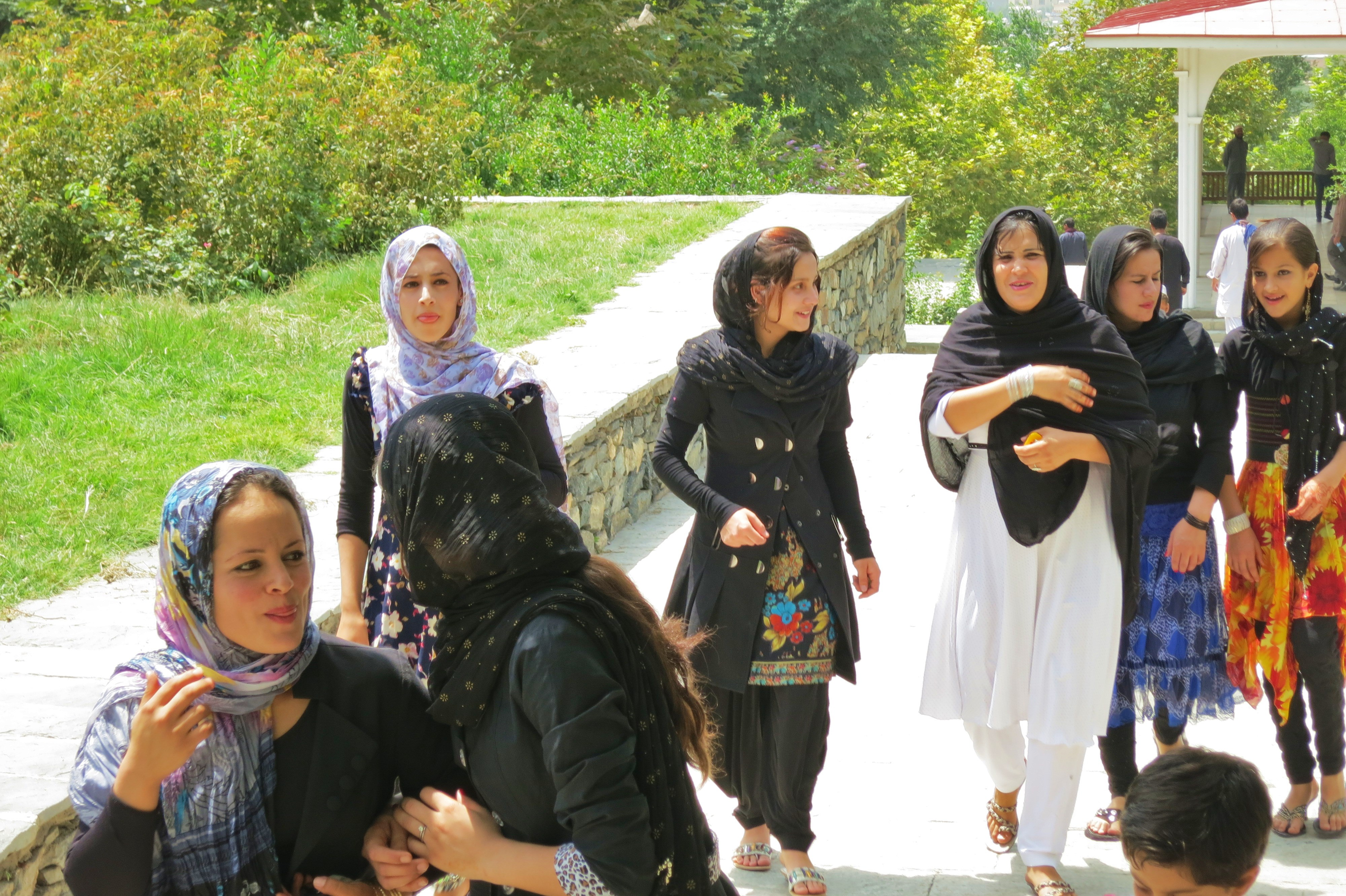
نساء أفغانيات في عام 2013

بعد زوال نظام طالبان من أفغانستان وتشكيل حكومة جديدة. إدارة كرزاي لديها سياسات استرخاء حول حقوق المرأة، والمرأة في كابول ويمكن رؤية قيادة السيارات والانخراط في الأنشطة الأخرى التي قد سبق أن منعت من المشاركة في.
في مارس 2012، أقر الرئيس الأفغاني حامد كرزاي "مدونة السلوك" الذي صدر عن مجلس العلماء. بعض القواعد تنص على أن "المرأة لا تسافر دون ولي أمرها، وينبغي ألا تختلط مع الرجال غريب في أماكن مثل المدارس والأسواق والمكاتب." وقال كرزاي ان قواعد تتماشى مع الشريعة الإسلامية والتي كانت مكتوبة ومدونة قواعد السلوك بالتشاور مع مجموعة المرأة الأفغانية ".
وتقول منظمات حقوق والناشطات أن بتأييد مدونة قواعد السلوك هذه كرزاي يهدد "تقدم بشق الأنفس في حق المرأة منذ سقوط طالبان من السلطة في عام 2001. وذكرت أن عددا من النساء وكان رد فعل للتأييد مع النكتة بي بي سي واحد سجلت امرأة أفغانية تعمل في لندن في الفيسبوك "للسيدات، يجب أن لا السطحية في الفيسبوك دون شريك ذكر."
وقد تحسن الوضع العام للمرأة الأفغانية في العقد الماضي، ولا سيما في المناطق الحضرية الكبرى، ولكن أولئك الذين يعيشون في المناطق الريفية من البلاد لا تزال تواجه العديد من المشاكل. في عام 2013، قتل الكاتب الهندي الإناث سوشميتا بانيرجي في اقليم بكتيكا على يد مسلحين بتهمة تتحدى إملاءات طالبان. كانت متزوجة من رجل أعمال أفغاني وانتقلوا مؤخرا إلى أفغانستان. في وقت سابق انها هربت مثيلين التنفيذ من قبل طالبان في عام 1995 وهرب بعد ذلك إلى الهند. تم تصويره كتابها بناء على هروبها من طالبان أيضا في فيلم بوليوود.
وقد أعربت منظمات حقوق الإنسان، بما في ذلك مراقبة حقوق الإنسان ولجنة الولايات المتحدة بشأن الحرية الدينية الدولية عن قلقها إزاء حقوق المرأة في البلاد.
في عام 2013 نشرت الأمم المتحدة إحصاءات تبين زيادة بنسبة 20٪ في العنف ضد المرأة، وذلك بسبب كثير من الأحيان إلى العنف المنزلي الذي تبرره الدين والثقافة المحافظ. في فبراير 2014 مرت أفغانستان قانون يتضمن حكما يحد من قدرة الحكومة على إجبار بعض أفراد الأسرة ليكونوا شهودا للعنف المنزلي. يصف هيومن رايتس ووتش تنفيذ قانون 2009 للقضاء على العنف ضد المرأة بأنه «الفقراء»، مشيرا إلى أن بعض الحالات يتم تجاهلها. في عام 2013 تم قتل أربعة من ضباط الشرطة النسائية. وفي العام نفسه، اقترح بعض البرلمانيين إزالة الحد الأدنى لسن الزواج. ووجد تقرير 2011 الحكومة أن 25 في المئة من النساء والفتيات تشخيص ناسور كانت تقل أعمارهم عن 16 عاما عندما تزوجا.
في عام 2015، تعرض للضرب فرخندة حتى الموت على يد الغوغاء على اتهام كاذب من حرق القرآن الكريم.

## السياسة والقوى العاملة

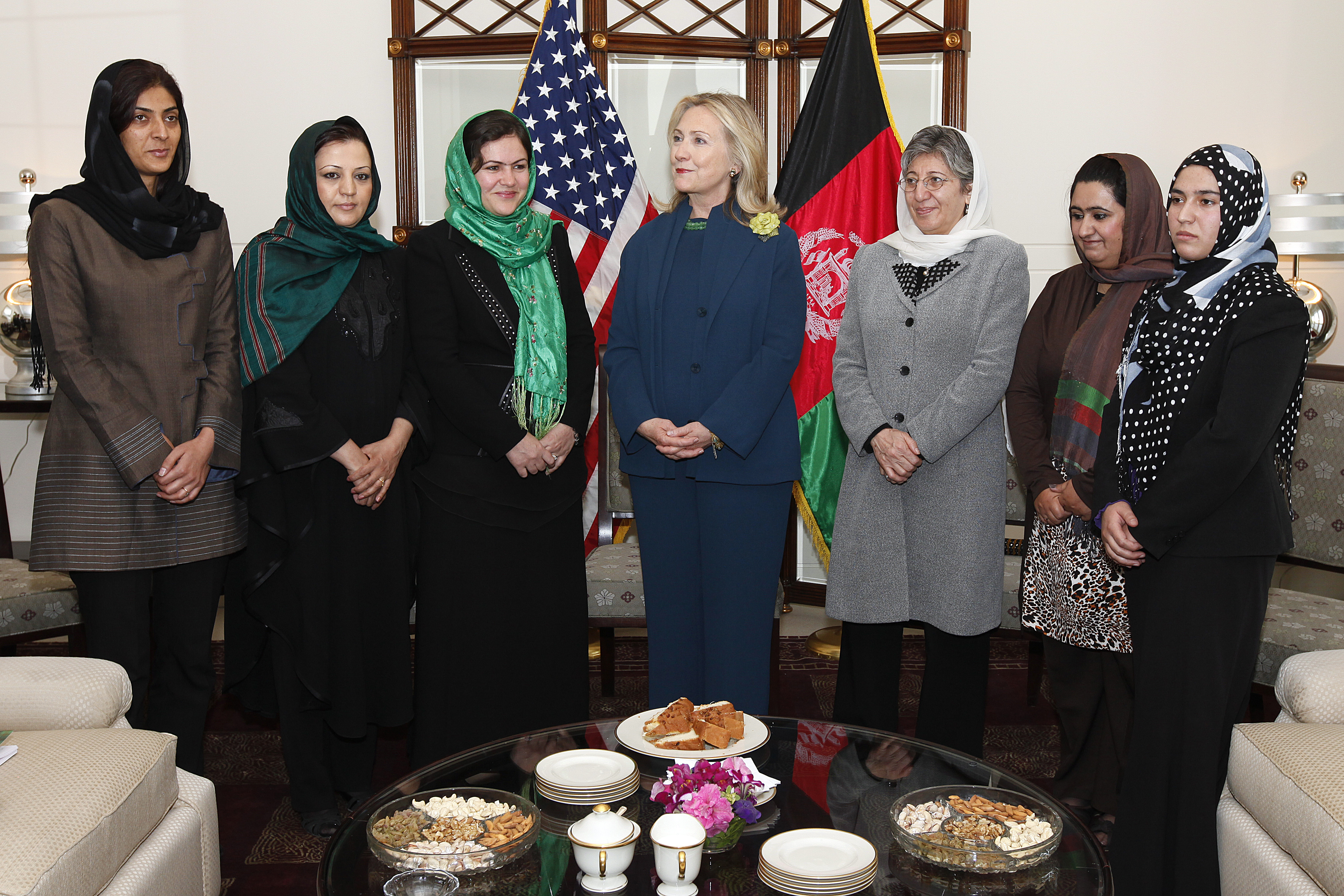
الامريكية. وزيرة الخارجية هيلاري كلينتون يقف مع السياسيات الأفغاني، والذي يتضمن فوزية الكوفي مع الأخضر الحجاب على حقها وسيما سمر إلى يسارها.

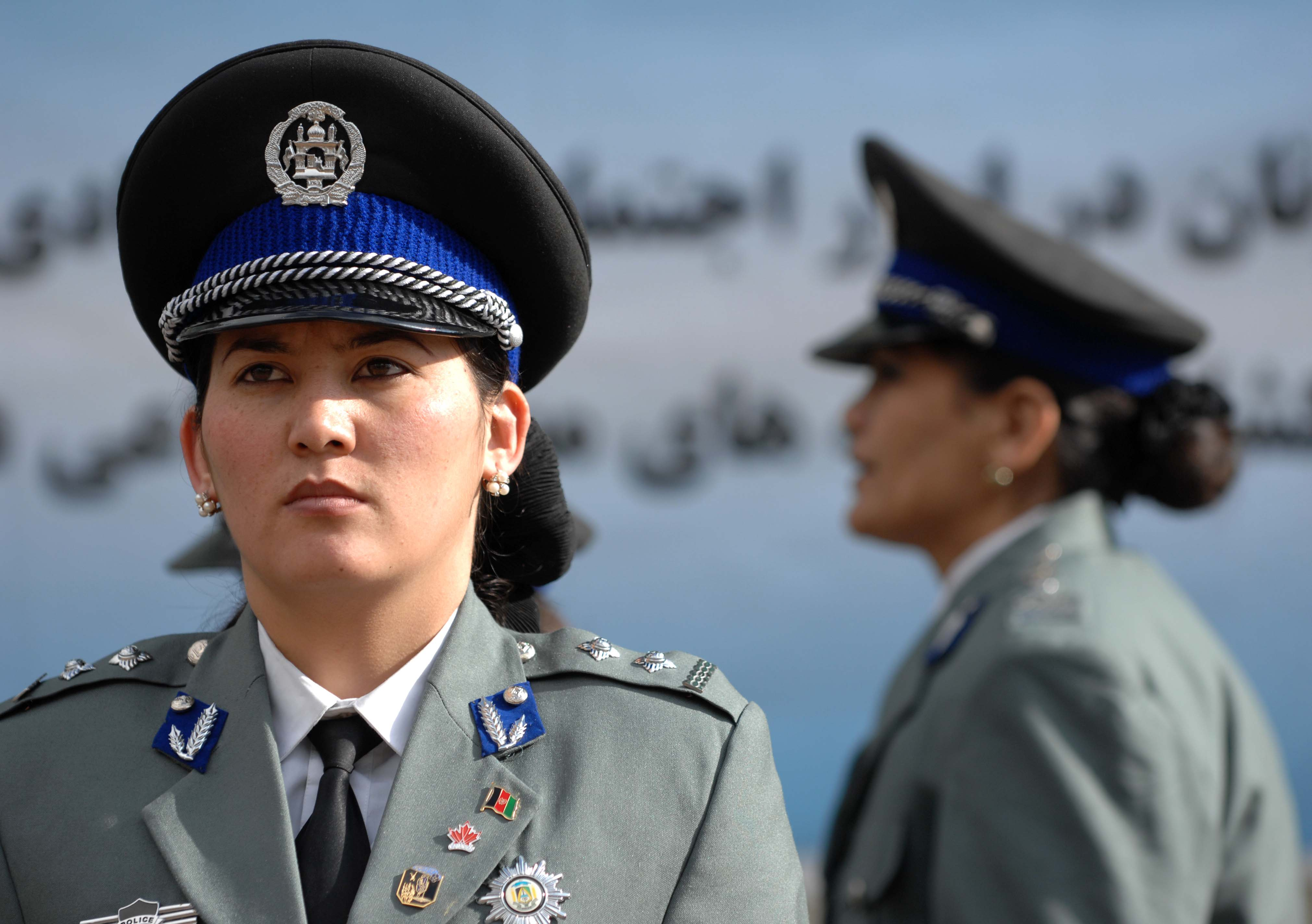
ضابطات من الشرطة الوطنية الأفغانية.

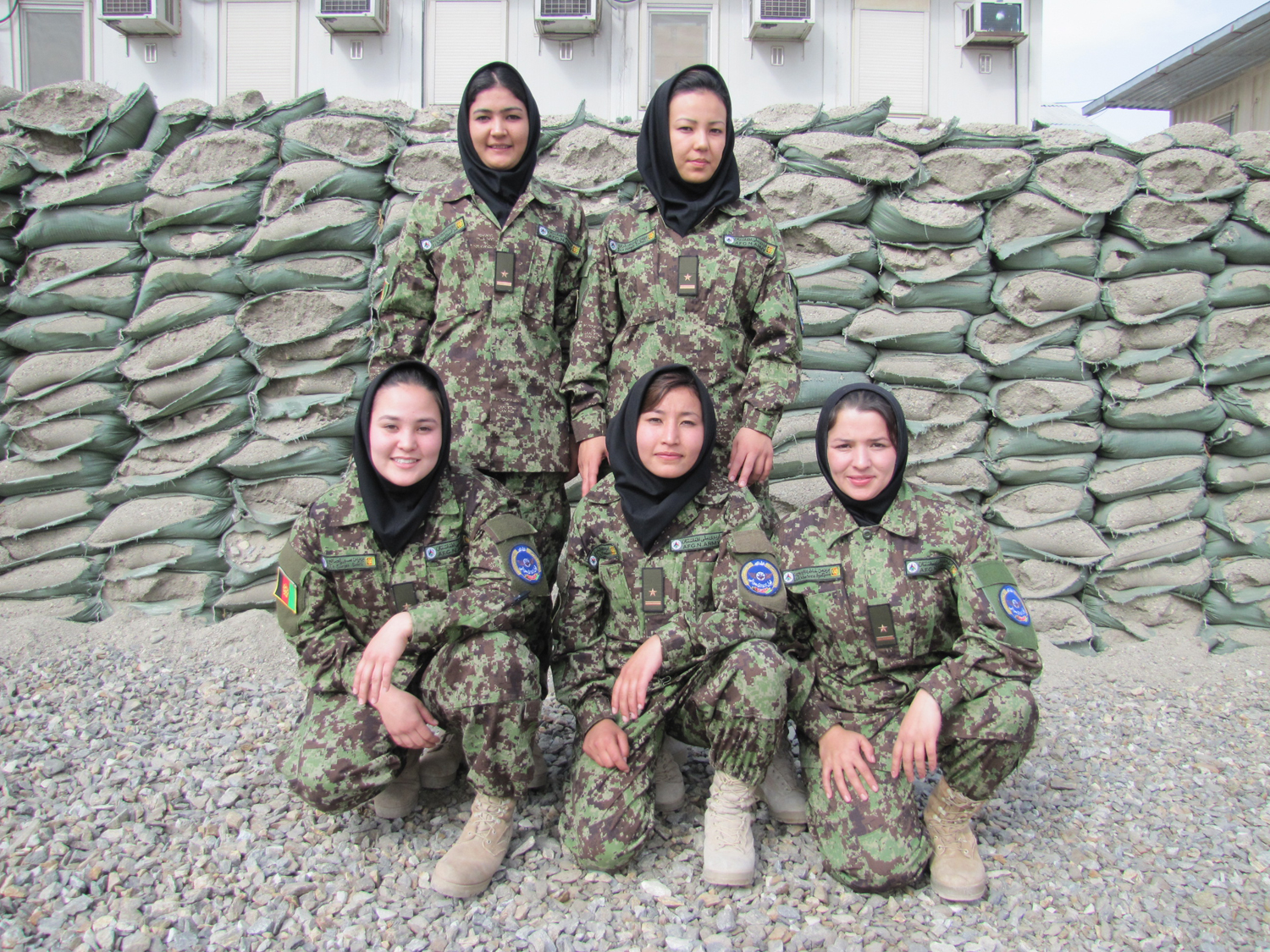
الإناث مساعدي من سلاح الجو الأفغاني يطرح للكاميرا في 2010

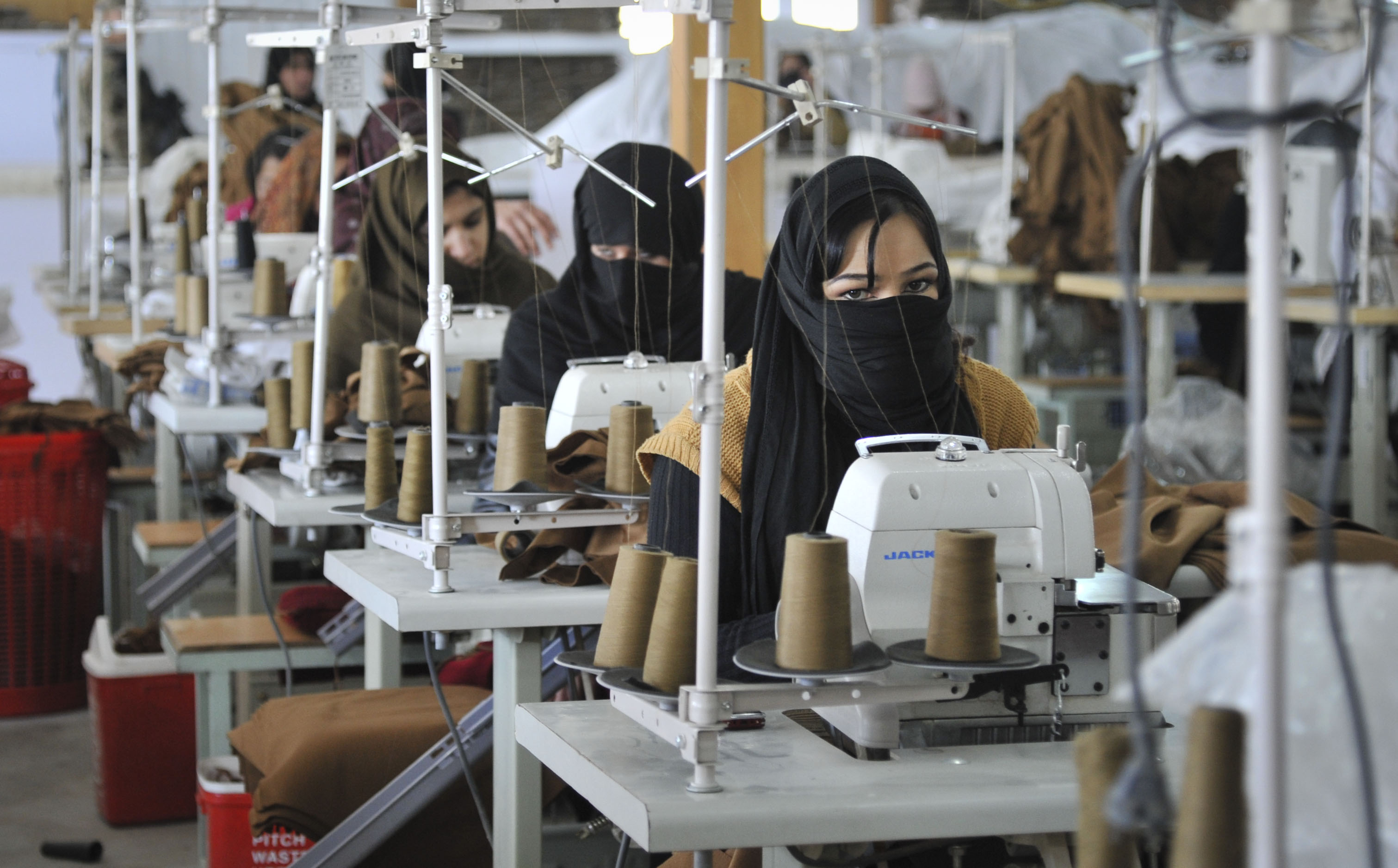
المرأة الأفغانية في مصنع للنسيج في كابول.

العمل التقليدي الأكثر شعبية بالنسبة للنساء في أفغانستان هو الخياطة، ونسبة كبيرة من السكان من الخياطين المهنية العاملة من المنزل.منذ قد بدأ 2002 النساء تدريجيا إلى العمل في طريقهم نحو العودة يجري المساهمين في الاقتصاد. أصبحت بعض النساء صاحبات المشاريع من خلال البدء الشركات الخاصة. على سبيل المثال، أصبحت مينا رحماني أول امرأة في أفغانستان لفتح مركز البولينغ في كابول. ويعمل العديد من الآخرين من خلال الشركات والمؤسسات التجارية الصغيرة.
في العقد الماضي أصبح عدد كبير من عضوات الجمعية الوطنية لأفغانستان (البرلمان الأفغاني)، مثل شكرية باراكزاي، فوزية جيلاني، نيلوفر الإبراهيمي، فوزية الكوفي، ملالي جويا، وغيرها الكثير. استغرق عدة نساء مناصب وزارية، بما في ذلك سهيلة صديقي، سيما سمر، الحصن بني غضنفر، وثريا دليل. أصبحت حبيبة سرابي، الذي ينتمي إلى مجموعة الهزارة الأقليات، أول حاكمة في أفغانستان. كما شغلت منصب وزير شؤون المرأة. أزرا جعفري هو عمدة الإناث في نيلي، عاصمة مقاطعة دايكندي.
قوات الأمن الوطنية الأفغانية (قوات الأمن الوطنية الأفغانية)، التي تضم الشرطة الوطنية الأفغانية، لديها عدد من الموظفات. واحد من جنرالات الجيش الوطني الأفغاني العميد هو Khatol محمدزاي. في عام 2012، أصبح الفريق نيلوفر رحماني أول طيارة في برنامج تدريب الطيارين في سلاح الجو الأفغاني أن يطير منفردا. عدد ضباط الجيش والشرطة النسائية تنمو كما يتم تدريب أكثر لأداء واجبهم على المستوى الدولي. ويعتقد الكثيرون أن هذا سيفتح الأبواب أمام مؤسسات أخرى لتوظيف النساء في المستقبل. وتشمل النساء الأفغانيات البارزة الأخرى رويا محبوب، عزيزة صديقي، ماري أكرمي، ثريا باكزاد، Wazhma فروغ، شكرية أصيل، شفيقة قريشي، ماريا بشير، مريم دوراني، ملالي Bahaduri، ونسرين Oryakhil.
لأن أفغانستان لديها اقتصاد يكافح طغت مع البطالة الهائلة والفقر، والمرأة في كثير من الأحيان لا يمكن العثور على عمل حيث يتلقون منطقة pay.One كافية للاقتصاد حيث النساء لا تلعب دورا هاما في الزراعة. من 80 في المئة من الأفغان الذين يعملون في مجال الزراعة أو المهن المماثلة، 30 في المئة منهم من النساء. في بعض المناطق في أفغانستان، يمكن للمرأة تنفق الكثير من الوقت في العمل على الأرض كما يفعل الرجال، ولكن لا يزال في كثير من الأحيان كسب ثلاث مرات أقل من الرجل في الأجور.
من حيث نسبة النساء أيضا تحتل مرتبة متقدمة في مجالات الطب وسائل الإعلام، ونعمل ببطء طريقها إلى ميدان العدالة. لأن لا تزال يشجع على النساء استشارة الطبيب الإناث عندما يذهبون إلى المستشفى، ما يقرب من خمسين في المئة من جميع الأفغان في مهنة الطب هم من النساء. عدد النساء جود المهن في وسائل الإعلام في تزايد أيضا. حاليا هناك أكثر من عشر محطات التلفزيون التي تحتوي على كافة المراسي الإناث وكذلك producers.As الإناث يتم إعطاء المرأة المزيد من الفرص في التعليم والقوى العاملة، وأكثر منهم يتجهون نحو مهن في مجال الطب، ووسائل الإعلام، والعدل.
ومع ذلك، وحتى النساء التي تعطى الفرصة لمهن لها في النضال لتحقيق التوازن بين الحياة وطنهم مع حياتهم العملية. منذ اقتصاد ضعيف جدا، يمكن أن عدد قليل جدا من النساء تحمل الموظفين بحيث يضطرون لرعاية جميع الأعمال المنزلية في المقام الأول من تلقاء نفسها. أولئك الذين يختارون للعمل العمل لا بد منه مرتين من الصعب لأنهم يحتجزون أساسا وظيفتين.

## التعليم

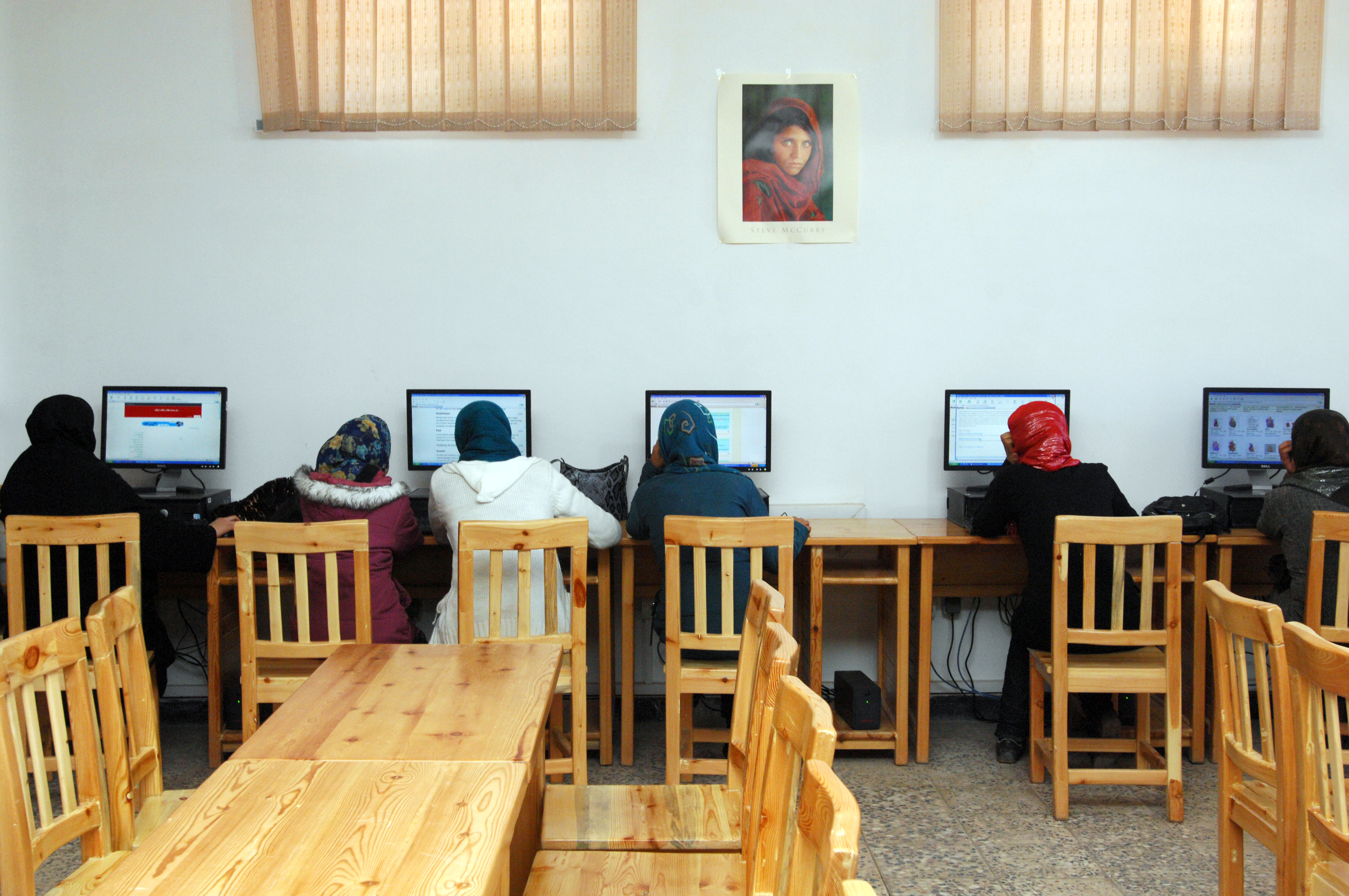
الطالبات باستخدام شبكة الإنترنت في جامعة هرات في غرب أفغانستان مدينة هرات.

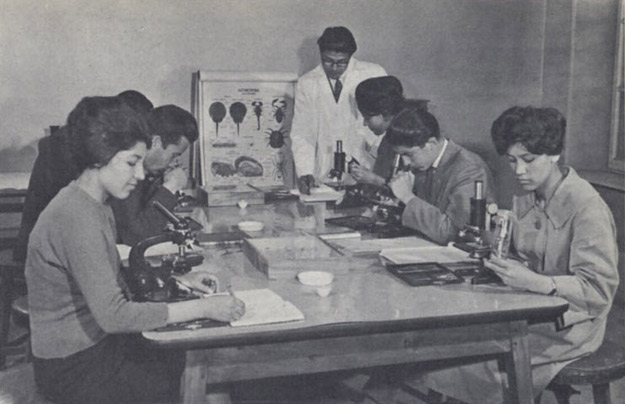
فئة علم الأحياء في جامعة كابول في أواخر عقد 1950 أو أوائل عقد 1960.

التعليم في أفغانستان منخفض جدا، وخاصة بالنسبة للنساء. حوالي 15٪ من الإناث يستطعن القراءة والكتابة ولكن هذا يتزايد الآن ويرجع ذلك إلى ارتفاع عدد الفتيات الملتحقات بالمدارس في جميع أنحاء البلاد. اعتبارا من عام 2011، هناك حوالي 8 ملايين طالب في أفغانستان، و37٪ منهم من الإناث. ويلتحق حوالي 82000 طالب في مختلف الجامعات في جميع أنحاء البلاد.
في أوائل القرن العشرين، كان التعليم بالنسبة للمرأة نادرة للغاية نظرا لعدم وجود مدارس للبنات. وكانت الفتيات في بعض الأحيان قادرة على تلقي التعليم في المرحلة الابتدائية لكنها لم تحرك الماضي في المرحلة الثانوية. خلال فترة حكم ظاهر شاه (1933-1973) تعليم المرأة أصبح أولوية وبدأت الفتيات الصغيرات إرسالها إلى المدارس. في هذه المدارس، وتعليم الفتيات الانضباط، والتكنولوجيات الجديدة، والأفكار، والتنشئة الاجتماعية في المجتمع.
افتتح جامعة كابول للبنات في عام 1947 وبحلول عام 1973 كان هناك ما يقدر ب 150,000 الفتيات في المدارس في جميع أنحاء أفغانستان. للأسف، والزواج في سن مبكرة تضاف إلى معدل التسرب المرتفع لكن المزيد والمزيد من الفتيات تدخل المهن التي كان ينظر مرة واحدة على أنها فقط للرجال. ويجري منح النساء فرصا جديدة لكسب حياة أفضل لكل من أنفسهم وأسرهم. ومع ذلك، في ما بعد الحرب الأهلية والاستيلاء عليها من قبل طالبان، تم تجريد النساء من هذه الفرص وإعادته إلى الحياة حيث كانوا على البقاء في المنزل ويمكن السيطرة عليها من قبل الأزواج والآباء.
خلال حكم طالبان، بدأت العديد من النساء الذين سبق المعلمين إعطاء سرا التعليم للفتيات (وكذلك بعض الأولاد) في أحيائهم، والتدريس 10-60 الأطفال في وقت واحد. أصبحت منازل هؤلاء النساء المنازل المجتمع للطلاب، وتم تمويلها بالكامل وتدار من قبل النساء. أخبار حول هذه المدارس السرية تنتشر من خلال كلمة في الفم من امرأة إلى أخرى. كل يوم يمكن أن الفتيات الصغيرات إخفاء جميع اللوازم المدرسية الخاصة بهم، مثل الكتب والدفاتر والأقلام، تحت البرقع بهم للذهاب إلى المدرسة. في هذه المدارس، وتعليم الشابات المهارات الأساسية الأدبية والمهارات الحسابية، ومختلف المواد الأخرى مثل علم الأحياء، والكيمياء، واللغة الإنجليزية، الدراسات القرآنية، والطبخ، والخياطة، والحياكة. تم ضبط العديد من النساء العاملات في مجال التدريس من قبل طالبان واضطهاد، سجن، وتعذيب.
لا تزال تعارض طالبان في التعليم للبنين والبنات الأفغاني. إنهم يحرقون المدارس، مما أسفر عن مقتل الطلاب والمعلمين من جميع أنواع الوسائل، بما في ذلك الحرب الكيميائية. على سبيل المثال، في يونيو 2012، تم اعتقال خمسة عشر من المشتبه بهم من قبل مديرية أفغانستان الوطنية للأمن (NDS) «في اتصال مع الهجمات المضادة للمدرسة التسلسلية في شمال أفغانستان.» يعتقد NDS أن جهاز الاستخبارات الباكستاني كان وراء الفكرة. وخلال الفترة نفسها، وقد باكستان ترفض تسليم الأفغانية الكتب المدرسية ملزمة.

## الرياضة
في العقد الماضي وقد شارك الإناث الأفغانية في أنواع مختلفة من الألعاب الرياضية بما في ذلك كرة القدم الخماسية، كرة القدم، وكرة السلة.

## الزواج والأبوة والأمومة

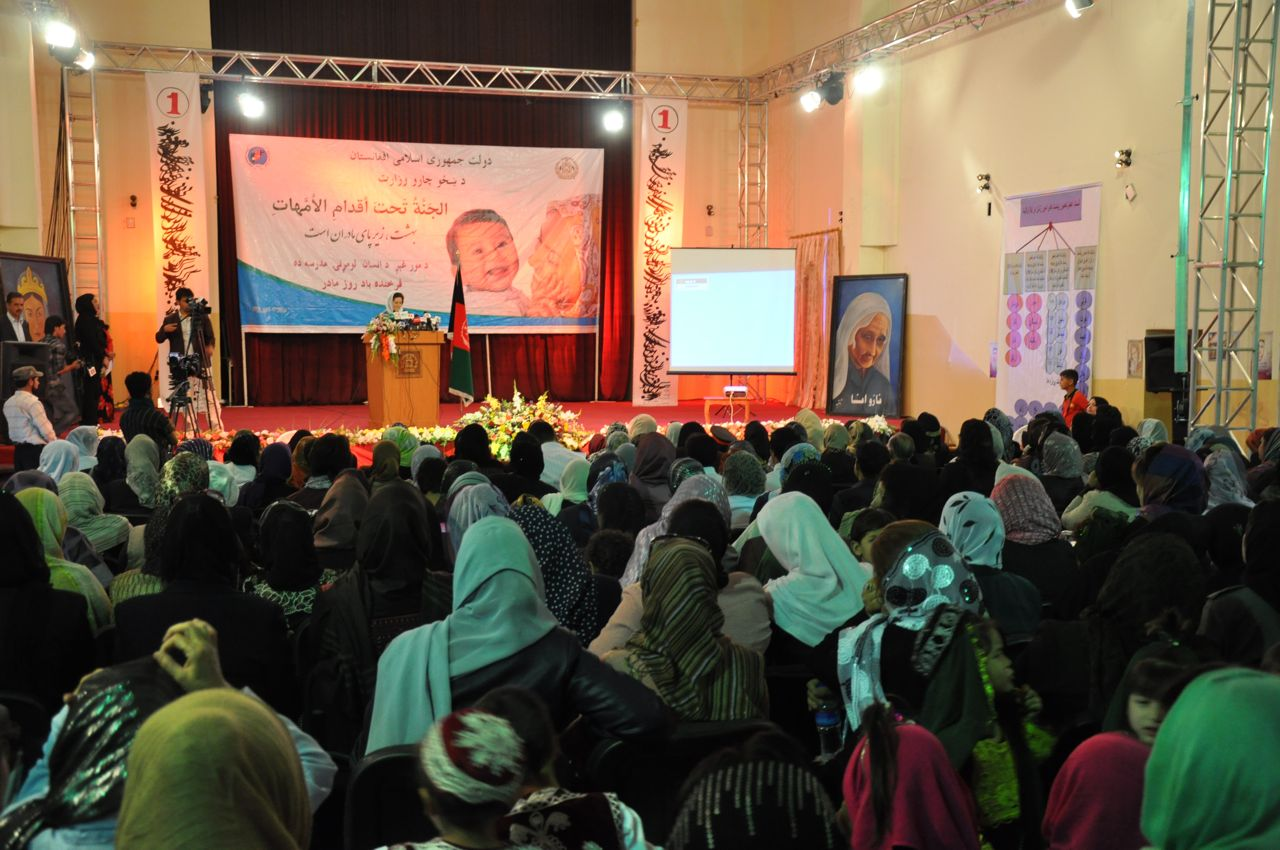
عيد الأم في أفغانستان

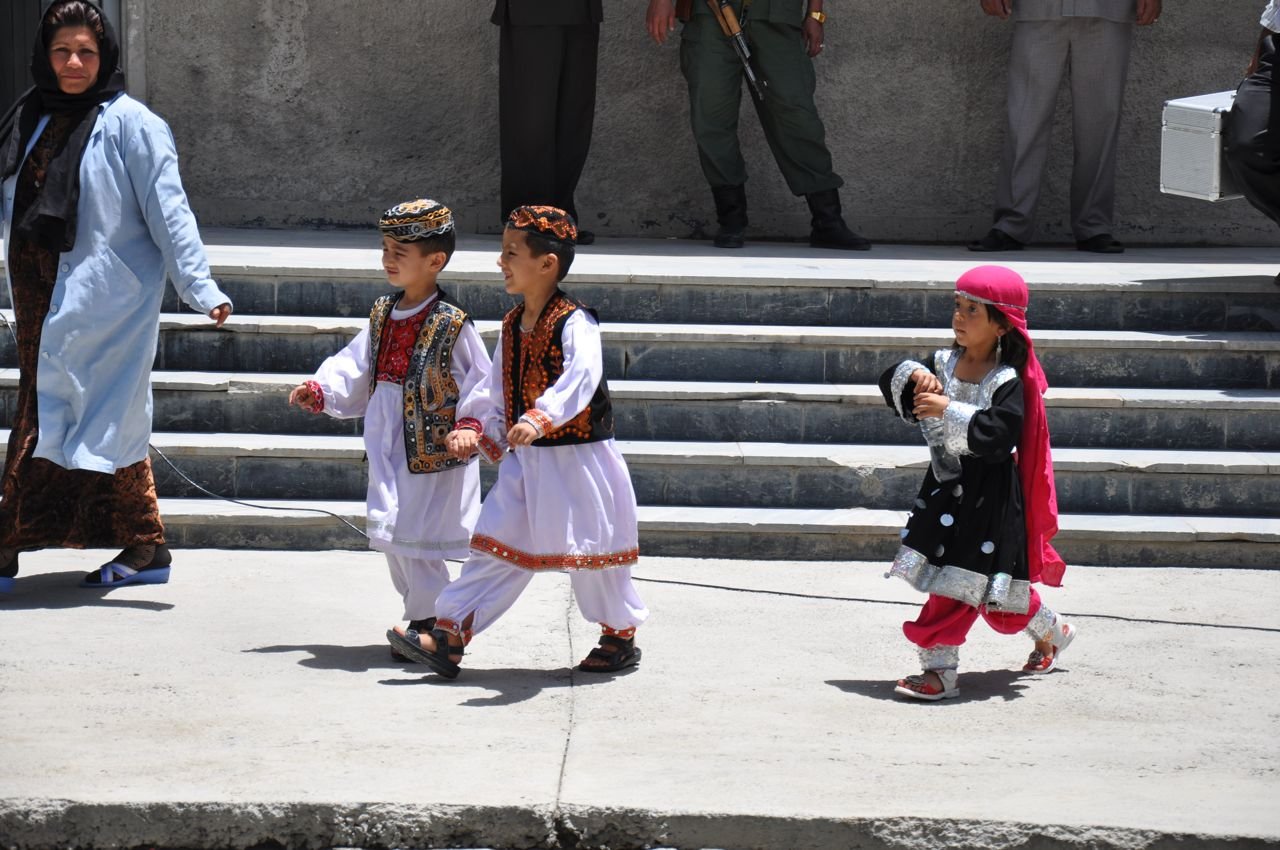
الأم مع أطفالها في عيد الأم "في كابول

أفغانستان هو مجتمع أبوي حيث يعتقد عادة أن الرجال لهم الحق في اتخاذ القرارات بالنسبة للمرأة، وتشمل تلك المتعلقة الخطبة والزواج. يمكن للرجل أن يطلق دون الحاجة إلى اتفاق زوجته.
الزيجات المدبرة شائعة للنساء في أفغانستان ويتم القيام به في الغالب لأسباب سياسية واقتصادية. والد الفتاة لديه السلطة المطلقة على الذين يعتقد أن ابنته الزواج. ليس من غير المألوف بالنسبة للفتيات إلى أن تشارك حتى قبل ولادتهم. وغالبا ما تزوج الفتيات في سن مبكرة جدا للرجال الأثرياء الذين هم أقدم بكثير من أنفسهم. وأشارت تقارير إلى أنه حتى في معظم المناطق التي تعاني من الفقر من المناطق الريفية في أفغانستان، قد خفضت الأسر على بيع بناتها لرجال أكبر سنا بكثير مقابل الغذاء.
بعد يتم ترتيب الزواج، العائلتين توقيع عقد المشاركة أن كلا الطرفين اجتماعيا وثقافيا الملتزم لتكريم. بعد توقيع هذا العقد، ويحظر على العروس أن الزواج من رجل آخر. في حالة وفاة العروس قبل الزواج، مطلوب عائلتها لإعطاء شقيقتها كعروس أو ايجاد بديل مرغوب فيه آخر.
ومن الشائع بين الأسر ذات الدخل المنخفض في معظم مناطق البلاد لالعريس بدفع مهر العروس لعائلة العروس. يتم التفاوض على السعر بين رؤساء الأسرة؛ لم يتم تضمين العروس نفسها في عملية التفاوض. ويعتبر ثمن العروس كتعويض للحصول على المال أن أسرة العروس تمت زيارتها للإنفاق على الرعاية لها وتربيتهم. كانت هناك العديد من الحالات التي تعاني من عائلة ذلك الفقر الذي أب سوف تخطب بناته لرجال متعددة وجمع ثمن العروس من كل من them.The النزاعات الناتجة عن ذلك، على الرغم من أن تعالجها المحاكم، غالبا ما تؤدي إلى أعمال انتقامية عنيفة. في بعض الأحيان مقايضة الفتيات أيضا في الطريقة التقليدية لتسوية المنازعات دعا البعاد التي يقول أنصار يساعد على تجنب العنف بين الأسر، على الرغم من أن الفتيات أنفسهن كثيرا ما يتعرضن لأعمال عنف كبيرة قبل وبعد الزواج في الأسرة من خلال البعاد على حد سواء.
في كثير من الحالات، بمجرد تزوج فتاة أنها تصبح ملكا للعائلتها الجديدة ويستمر لديك قليل من دون السيطرة على حالتها. في شؤون الأسرة، والأم في القانون الفتاة وزوجها لديها معظم السيطرة. في معظم الحالات، فإن الأم في القانون الذي يقرر ما إذا كان أو لم يكن لها ابنة في القانون الحوامل يجب ان تذهب إلى المستشفى أم لا.
وبموجب القانون الأفغاني، «إذا كانت المرأة تسعى الطلاق ثم عليها أن تحصل على موافقة زوجها وتحتاج شهودا يشهدون في المحكمة بأن الطلاق له ما يبرره.» كان التواجد الأول للمرأة تطليق رجل في أفغانستان الطلاق التي بدأتها RORA عاصم خان، الذي طلق زوجها في عام 1927. ووصف ذلك بأنه فريد من نوعه في الوقت الذي وقعت، ولكن هذا كان استثناء، كما كان RORA عاصم خان مواطن أجنبي، الذي حصل على طلاقها بمساعدة من السفارة الألمانية.

## روابط خارجية
- Afghan Women - الجمعية الجغرافية الوطنية
- A Place At The Table: Safeguarding Women's Rights in Afghanistan
- The World Factbook
- Women, Afghan Law, and Sharia[وصلة مكسورة]